# 廖俊輝
廖俊輝（Liu Chun Fai Raymond，1956年12月8日—），生於香港，已退役香港足球運動員，香港足球教練，司職守門員，外號「清高輝」，是1980年代香港其中一位最出色的門將，現時持有亞洲足協A級教練牌照及守門員訓練員資格。現時擔任香港足球代表隊助教。

## 球員生涯
廖俊輝生於香港，早年在1970年畢業於聖公會基德小學下午校（第7屆小六），與香港著名播音員、前香港電台中文台台長馮偉棠為同級同學。他出身於愉園青年軍，曾效力過駒騰、加山、海蜂、東方、俠士、精工、美青、麗新及星島多支甲組球隊，亦曾代表香港南征北討，1985年世界盃外圍賽小組冠軍香港隊門將，1981年獲選香港足球明星選舉最佳十一人。1985年廖俊輝在球會表現出色，亦是香港代表隊的正選主力，不過於季尾一場無關重要的聯賽中仍然搏到盡，結果意外令韌帶斷裂，無法為香港隊披甲參與「五一九」經典大戰。1992年掛靴，退役後專注青訓工作。

## 教練生涯
1992年掛靴，退役後專注青訓工作，曾任教香港09、油尖旺、足球隊青苗及綠基拔尖。2004年從加拿大回流返港開始，其後加盟甲組球隊公民出任守門員訓練員，2006年獲提升為教練，在一場聯賽中，公民於開賽僅30分鐘內便輸2球，廖俊輝認為繼續下去只有重傷收場，結果於30分鐘便決定換人及改變踢法，最終球隊成功賽和對手。翌季帶領公民奪得甲組聯賽亞軍及足總盃冠軍，成為2007–08年度最佳教練。2008年夏天，廖俊輝應邀「上山」加盟南華，擔任守門員教練。同年9月，南華主教練曾偉忠以健康理由呈辭，由廖俊輝接任主教練，為南華捧走聯賽冠軍，其後擔任南華副領隊。2011年6月，廖俊輝辭去南華副領隊一職，接受香港隊的邀請，成為新任的香港總教練。在任期間，廖俊輝帶領香港隊贏得2011年龍騰盃冠軍及第34屆省港盃冠軍。
2014年9月，廖俊輝帶領香港U23隊贏第70屆港澳埠際賽。2015年11月，再次帶領香港B隊贏第71屆港澳埠際賽。2017年1月，今屆省港盃賽事香港隊派出香港B隊迎戰，賽前更爆發退隊潮有，不少主力退隊，被看低一線的情況下，首回合以2–3僅負廣東，次回合以1–1賽和對方，雖然最終香港兩回合計以總比數3–4落敗，連續四屆無緣第39屆省港盃冠軍，但廖俊輝帶領球員打出驚喜，已贏盡球迷掌聲。

## 個人生活
在云云名帥當中，廖俊輝最欣賞現今曼城教練哥迪奧拿，認為這位橫掃西甲及德甲的冠軍級主帥充滿足球智慧。

## 個人榮譽
- 總督盃 最佳防守球員（1979–80、1980–81年度）
- 香港足球明星選舉 最佳十一人（1980–81年度）
- 香港足球明星選舉 最佳教練（2007–08年度）

## 金句
- 「前面無殺手，後面無防守」

## 外部連結
- 功臣教練拒稱神奇讚合作佳 （页面存档备份，存于）
- 南華足球隊官方網頁資料 （页面存档备份，存于）